# Fez-Szájisz repülőtér
A Fez-Szájisz repülőtér (franciául: Aéroport de Fès-Saïss, arabul: مطار فاس سايس الدولي) (IATA: FEZ, ICAO: GMFF) egy nemzetközi repülőtér Marokkóban, Fez közelében. Éves utasforgalma 1 319 192 fő (2022).

## Futópályák
A repülőtér futópályái:
- 09/27

## Légitársaságok és úticélok
| Légitársaság      | Célállomások |
| ----------------- | --- |
| Air Arabia        | Agadir, Amszterdam, Barcelona, Bordeaux, Brüsszel, Errachidia, Lyon, Marrákes, Montpellier, Párizs–Charles de Gaulle, Róma–Fiumicino, Strasbourg, Toulouse Szezonális: Weeze |
| Air Serbia        | Szezonális charter: Belgrád |
| Corendon Airlines | Szezonális: Düsseldorf (2022 május 2-től) |
| Iberia            | Szezonális: Madrid |
| Royal Air Maroc   | Casablanca, Párizs–Orly Szezonális: Tanger |
| Ryanair           | Barcelona, Beauvais, Bologna (2021 október 31-től), Bergamo, Bordeaux, Châlons-Vatry, Charleroi, Dole, Eindhoven, Hahn, Karlsruhe/Baden-Baden, Madrid, Marseille, Nantes, Nimes, Porto (2021 október 31-től), Sevilla, Toulouse, Treviso, Valencia, Weeze Szezonális: Pisa, Torino |
| TAP Air Portugal  | Lisszabon |
| Transavia         | Párizs–Orly, Rotterdam/The Hague Szezonális: Bastia |
| TUI fly Belgium   | Brüsszel |

## Forgalom
Az utasforgalom az elmúlt években az alábbi módon változott:
| Utasok száma | 128 778 | 222 522 | 333 929 | 530 432 | 792 611 | 791 564 | 892 974 | 1 309 481 | 412 951 | 1 319 192 |
|              | 2003    | 2005    | 2007    | 2009    | 2011    | 2014    | 2016    | 2018      | 2020    | 2022      |